# Hans Binder (Mediziner)
Hans Hermann Binder (* 6. April 1899 in Zürich; † 18. Mai 1989 ebenda; reformiert; heimatberechtigt in St. Gallen und Zürich) war ein Schweizer Psychiater.

## Leben
Hans Binder kam am 6. April 1899 in Zürich als Sohn des Arztes Hermann Carl Binder und der Bertha, geborene Keller, zur Welt. Nach Schulbesuchen in Zürich belegte Binder ein Studium der Medizin an der Universität Zürich, das er 1923 mit dem Staatsexamen abschloss. Danach absolvierte er eine Ausbildung in Psychiatrie an den Kliniken Burghölzli in Zürich, in Heidelberg sowie Rheinau bei Zürich. 1924 wurde er bei Eugen Bleuler in Basel mit der Arbeit Untersuchungen über Satzassoziationen bei Gesunden promoviert.
In der Folge fungierte Binder von 1930 bis 1942 als Leiter der Psychiatrischen Universitätspoliklinik Basel. 1933 wurde er an der Universität Basel mit einer Arbeit zum Rorschachtest habilitiert. Von 1942 bis 1964 war Binder Direktor der psychiatrischen Klinik Rheinau. Gleichzeitig lehrte er ab 1942 als ausserordentlicher Professor an der Universität Basel.
Hans Binder war verheiratet mit Nelly, der Tochter des Maschineningenieurs Friedrich Meyer. Er verstarb am 18. Mai 1989 einen Monat nach Vollendung seines 90. Lebensjahres in Zürich.

## Wirken
Binder verfasste bedeutende Arbeiten über uneheliche Mutterschaft, Alkoholismus, den Rorschachtest, Persönlichkeitsvarianten sowie anonyme Briefschreiber. Er vertrat eugenisches Gedankengut und war ein renommierter Gerichtsgutachter. Zusammen mit dem Burghölzlidirektor Hans W. Maier und Alfred Glaus standardisierte er die bereits von Maiers Vorgängern etablierte «Zürcher Praxis von Eheverbot, Abtreibungsregelung, Sterilisation und Kastration», welche weit über das Burghölzli hinauswirkte.

## Ehrungen
1964 erhielt Binder ein Ehrendoktorat der Juristischen Fakultät der Universität Zürich.

## Schriften (Auswahl)
- Untersuchungen über Satzassoziationen bei Gesunden. Leemann, Zürich 1924 (Dissertation, Universität Zürich, 1924).
- Die Helldunkeldeutungen im psychodiagnostischen Experiment von Rorschach. Zugleich ein Beitrag zur theoretischen Begründung des Experimentes. Orell Füssli, Zürich 1932 (Habilitationsschrift, Universität Basel).
- Zur Psychologie der Zwangsvorgänge. Karger, Berlin 1936.
- Die uneheliche Mutterschaft. Ihre psychologischen, psychiatrischen, sozialen und rechtlichen Probleme. Für Ärzte, Juristen und Fürsorgebeamten. Huber, Bern 1941.
- Psychiatrische Indikationen für Abort und Sterilisation. Schwabe, Basel 1946.
- Das anonyme Briefschreiben. Orell Füssli, Zürich 1948.
- Die Geisteskrankheit im Recht. Ein Beitrag zur Klärung der grundlegenden Begriffe für geistige Störungen im Schweizerischen Zivilgesetzbuch und Strafgesetzbuch. Für Juristen und Ärzte. Schulthess, Zürich 1952.
- Das Problem des genialen Menschen. Vereinigung Oltner Bücherfreunde, Olten 1952.
- Die menschliche Person. Ihr Wesen, ihre Gestalt und ihre Störungen. Eine Einführung in die medizinische Anthropologie. Huber, Bern 1964; 2. Auflage 1974.
- Die Urteilsfähigkeit in psychologischer, psychiatrischer und juristischer Sicht. Schulthess, Zürich 1964.
- Die anonymen Briefschreiber. Hippokrates, Stuttgart 1970.
- Probleme der Wirklichkeit. Von der Naturwissenschaft zur Metaphysik. Huber, Bern 1975.